# Formiate d'ammonium
 (janvier 2016).
Si vous disposez d'ouvrages ou d'articles de référence ou si vous connaissez des sites web de qualité traitant du thème abordé ici, merci de compléter l'article en donnant les références utiles à sa vérifiabilité et en les liant à la section « Notes et références ».
Le formiate d'ammonium, de formule NH4HCO2, est le sel d'ammonium de l'acide formique. C'est un solide incolore, hygroscopique et cristallin.

## Synthèse
Le formiate d'ammonium peut être obtenu par réaction entre l'acide formique et l'ammoniac :
HCOOH + NH3 → HCOONH4

## Usages
Le formiate d'ammonium pur se décompose en formamide et en eau lorsqu'il est chauffé, ce qui est son utilisation primaire dans l'industrie.
HCOONH4 → HCONH2 ↑ + H2O
L'acide formique peut être obtenu par réaction entre le formiate d'ammonium et un acide dilué.
Étant donné que le formiate d'ammonium est produit à partir de l'acide formique, il peut servir comme un moyen de stockage de l'acide formique.
Le formiate d'ammonium peut également être utilisé pour la réduction de groupes fonctionnels au moyen de palladium sur charbon (Pd/C). En présence de ce dernier, le formiate d'ammonium se décompose en dihydrogène, dioxyde de carbone et ammoniac. Ce gaz hydrogéné est absorbé à la surface du métal palladium, où il peut réagir avec divers groupes fonctionnels. Par exemple, les alcènes peuvent être réduits en alcanes, ou le formaldéhyde en méthanol. Des liaisons simples avec un hétéroatome, activées, peuvent également être remplacées par des atomes d'hydrogène (hydrogénolyse).

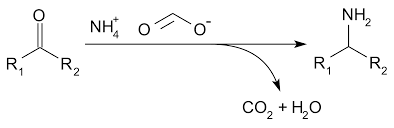
Réaction de Leuckart

Le formiate d'ammonium peut être utilisé pour l'amination réductrice d'aldéhydes et de cétones (réaction de Leuckart) selon la réaction suivante :
Le formiate d'ammonium peut être utilisé comme tampon en chromatographie en phase liquide à haute performance (HPLC), et est adapté pour une utilisation avec la chromatographie en phase liquide-spectrométrie de masse (LC/MS). Les valeurs de pKa de l'acide formique et de l'ion ammonium sont respectivement 3,8 et 9,2.

## Autres décompositions
Le formiate d'ammonium peut se décomposer pour donner :
- de l'acide formique et de l'ammoniac :

HCOONH4 → HCOOH + NH3 ↑
- ou du cyanure d'hydrogène et de l'eau :

HCOONH4 → HCN ↑ + 2 H2O